# Cuori in burrasca (film 1939)
Cuori in burrasca (Menschen vom Varieté) è un film del 1939 diretto da Josef von Báky.

## Produzione
Il film fu prodotto dalla Pictura-Film e Hunnia Filmgyár.

## Distribuzione
In Germania, il film fu ebbe una distribuzione regionale (a Berlino fu distribuito dalla Panorama-Film, in altre zone dalla Märkische Film GmbH, dalla Willy Schneider Filmvertrieb o dalla Südostdeutscher Filmverleih). In sala, uscì il 14 aprile 1939. Nel 1941, fu distribuito anche in Danimarca (30 giugno come Sensations-Premieren) e in Svezia (30 settembre, come Det hände på varieté Colosseum). In Finlandia, uscì con il titolo Varieté-ihmisiä l'8 agosto 1943. Nel 1954, venne proiettato anche nelle sale della DDR.